# Hello (песня Pop Smoke)
«Hello» — песня американского рэпера Pop Smoke при участии другого американского рэпера A Boogie wit da Hoodie с делюкс-издания его посмертного дебютного студийного альбома Shoot for the Stars, Aim for the Moon (2020), а также мини-альбома For The Night (2020). Песня была написана обоими исполнителями вместе со Стивеном Виктором, Джейсоном Авалосом и продюсерами песни, CashMoneyAP и Rico Beats. Она была выпущена в качестве шестого сингла с альбома 9 февраля 2021 года лейблами Victor Victor Worldwide и Republic Records.
В песне использованы фортепиано, струнные и ударные инструменты. В тексте песни Pop Smoke упоминает баскетболиста Ману Джинобили, а A Boogie wit da Hoodie объявляет себя королём Нью-Йорка и заявляет, что Pop Smoke тоже носил бы этот титул, если бы был жив. Песня заняла 83 место в американском чарте Billboard Hot 100, а также попала в топ-40 чартов в Греции и Канаде. Песня была удостоена платиновой сертификации в США.

## Участники записи
Информация взята из Tidal.
- Pop Smoke –  вокалист, автор песни
- A Boogie wit da Hoodie –  вокалист, автор песни
- CashMoneyAP[англ.] –  продюсер, программист, автор песни
- Rico Beats[англ.] –  продюсер, программист, автор песни
- Стивен Виктор –  автор песни
- L3gion –  дополнительный продюсер, программист, автор песни
- Джесс Джексон[англ.] –  мастеринг, сведение
- Алекс Эстевес –  звукорежиссёр
- Нейт Элфорд –  звукорежиссёр
- Роза Адамс –  помощник по сведению
- Сейдж Сколфилд –  помощник по сведению
- Шон Солимар –  помощник по сведению

## Чарты
| Чарт (2020—2021)                      | Высшая позиция |
| ------------------------------------- | -------------- |
| Австрия (Ö3 Austria Top 40)           | 73             |
| Канада (Billboard Canadian Hot 100)   | 31             |
| Германия (GfK)                        | 87             |
| Мир (Billboard Global 200)            | 102            |
| Греция (IFPI International)           | 14             |
| Ирландия (IRMA)                       | 76             |
| Португалия (AFP)                      | 98             |
| Новая Зеландия (RMNZ Hot Singles)     | 37             |
| Швеция (Sverigetopplistan Heatseeker) | 4              |
| Швейцария (Schweizer Hitparade)       | 53             |
| США (Billboard Hot 100)               | 83             |
| США (Billboard Hot R&B/Hip-Hop Songs) | 32             |
| США (Billboard Rhythmic)              | 2              |

| Чарт (2021)                           | Позиция |
| ------------------------------------- | ------- |
| США (Billboard Hot R&B/Hip-Hop Songs) | 87      |
| США (Billboard Rhythmic)              | 14      |

## Сертификации
| Регион | Сертификация | Продажи   |
| --- | ------------ | --------- |
| Австралия (ARIA) | Золотой      | 35 000    |
| Франция (SNEP) | Золотой      | 100 000   |
| Италия (FIMI) | Золотой      | 35 000    |
| Португалия (AFP) | Золотой      | 5000      |
| Великобритания (BPI) | Серебряный   | 200 000   |
| США (RIAA) | Платиновый   | 1 000 000 |
| Греция (IFPI Greece) | Золотой      | 1 000 000 |
| Данные о продажах + прослушиваниях приведены только на основе сертификации. · Данные только о прослушиваниях приведены на основе сертификации. |              |           |